# Maruina jezeki
Maruina jezeki és una espècie d'insecte dípter pertanyent a la família dels psicòdids.

## Etimologia
El seu nom científic honora la figura del Dr. Jan Jezek per les seues contribucions a l'estudi dels psicòdids.

## Descripció
- El mascle adult fa 1,47 mm de llargària des del tòrax fins a l'extrem posterior de l'abdomen.

## Distribució geogràfica
Es troba a Sud-amèrica: el Brasil, incloent-hi Bahia.